# Nazionale femminile di rugby a 15 del Brasile
La nazionale di rugby a 15 femminile del Brasile (in portoghese Seleção brasileira feminina de rugby XV), nota anche come As Yaras, è la selezione di rugby a 15 femminile che rappresenta il Brasile in ambito internazionale.
Nata nel 2008, è amministrata dalla  Confederação Brasileira de Rugby.
Al 2021 ha disputato solo tre test match e, insieme alla Colombia, è la prima squadra nazionale femminile sudamericana a prendere parte alle qualificazioni per la Coppa del Mondo femminile.
Al 2 maggio 2022 la squadra occupa la 45ª posizione del ranking World Rugby.

## Storia
Benché il rugby femminile fosse giocato in Brasile già dalla fine del XX secolo, non fu prima del 2008 che l'Associação Brasileira de Rugby, com'era nota all'epoca la federazione, organizzò un tour in Europa per promuovere il proprio movimento a livello internazionale.
In quell'anno, infatti, un gruppo di atlete si recò nei Paesi Bassi per giocarvi vari incontri femminili sia a XV che a VII; il 10 maggio il Brasile esordì in un test match contro le olandesi perdendo 10-0, e a seguire, vinse un confronto tra nazionali B dei due Paesi, oltre a conquistare un successo contro un club di Utrecht.
Quei tre incontri, tuttavia, ivi compreso l'unico test match disputato, rimasero isolati perché la squadra non scese più in campo per oltre un decennio.
Bisognò attendere il 2019, quando Sudamérica Rugby organizzò il primo test match femminile nel continente tra due squadre sotto la sua giurisdizione nell'intento di espandere in quell'area la disciplina a XV, per rivedere in campo il Brasile: fu a Medellín contro la Colombia, a propria volta al suo debutto internazionale assoluto, e l'incontro si risolse in una vittoria della squadra di casa per 28-7.
Le due formazioni si reincontrarono l'anno seguente, in tale occasione in sede ufficiale, in quanto la partita tra di esse faceva perte delle qualificazioni sudamericane alla Coppa del Mondo 2021: la squadra vincitrice, infatti, avrebbe guadagnato il diritto di spareggiare contro la seconda africana per un posto nei ripescaggi.
Lo scenario fu ancora una volta Medellín e le colombiane vinsero di nuovo anche se con scarto minore, 23-19.
Al 2021, quindi, il XV brasiliano femminile non ha ancora vinto un incontro né ne ha mai ospitato uno, avendo sempre giocato fuori casa.

## Colori e simboli delle uniformi
I colori sono gli stessi di quelli della selezione maschile e i motivi dominanti sono il verde e l'oro, come quelli di molte selezioni nazionali brasiliane.
La prima uniforme è generalmente di colore giallo oro con pantaloncini verdi o blu, mentre la seconda è completamente verde.
Le giocatrici si sono date il soprannome, condiviso con quello delle colleghe della nazionale sevens, di Yaras, che deriva dalla tradizione indigena sudamericana: nelle intenzioni delle atlete esso deve rappresentare «il coraggio e il senso della collettività delle donne del rugby brasiliano» perché nella mitologia tupi-guaraní Yara è il nome di una guerriera che per ingannare la morte trovava riparo nei fiumi e che per questa ragione era nota anche come signora delle acque.

## Statistiche di squadra

### Incontri disputati
| Data           | Sede      | Incontro                   | Note                         |
| -------------- | --------- | -------------------------- | ---------------------------- |
| 10 maggio 2008 | Amsterdam | Paesi Bassi — Brasile 10-0 | Test match                   |
| 25 agosto 2019 | Medellín  | Colombia — Brasile 28-7    | Test match                   |
| 9 marzo 2020   | Medellín  | Colombia — Brasile 23-19   | Qualificazioni mondiali 2021 |